# Turbellaria
I turbellari (Turbellaria), detti anche vermi "vorticatori" (da turbo = vortice), sono animali liberi vermiformi, dicogami (presentano entrambe le gonadi), appiattiti, con il corpo ricoperto da un epitelio ciliato atto alla locomozione.
Al contrario delle restanti classi del phylum, pochissime sono le specie adattatesi al parassitismo e al commensalismo, mentre la stragrande maggioranza è rappresentata da specie predatrici di microrganismi, piccoli invertebrati, oppure spazzine o vegetariane.
Variabili in lunghezza da 1 mm a 50 cm, vivono solitamente nel mare, ma non mancano eccezioni nelle acque dolci e nei terreni umidi, sempre in presenza di acqua.
La cigliatura è presente soprattutto sulla superficie ventrale e permette un nuoto planato apparentemente “senza sforzo” poiché le ciglia, battute sincronicamente, creano delle turbolenze d'acqua che fanno avanzare l'animale. Quando invece si trova sul fondo, la Turbellaria procede contraendo la muscolatura, creando un movimento ondulatorio.
Data la loro primitività, hanno un'organizzazione assai semplice: la bocca ventrale è collegata ad una faringe muscolosa e ad un intestino privo di sbocchi esterni; la digestione è affidata ad una massa di cellule sinciziali.
Nei turbellari più primitivi (Acoeli) manca qualsiasi cavità, compreso un vero e proprio canale intestinale. Recenti studi filogenetici su base molecolare hanno dimostrato che gli Acoeli non sono da considerarsi come veri e propri platelminti, bensì una linea basale precocemente differenziatasi, direttamente discesa dall'antenato comune a tutti i bilateri.
Rispetto a queste linee primitive, il capo è normalmente differenziato e dotato di organi sensoriali: cellule nervose raggruppate in un ganglio cefalico, oppure anche cellule fotosensibili, in alcuni casi organizzate in occhi semplici; inoltre possono esservi chemiorecettori (organi gustativi), tangorecettori (organi tattili), statocisti e recettori particolari che avvertono la direzione della corrente. In alcune specie sono anche presenti dei magnetorecettori che permettono all'animale di orientarsi in base alla direzione del polo nord terrestre, il tutto organizzato secondo un modello gastroneurale.
Il corpo dei turbellari può essere suddiviso in tre regioni una dentro l'altra: una epidermide, una regione connettiva intermedia ed una massa centrale contenente cellule fagocitarie di derivazione endodermica che ingeriscono e digeriscono l'alimento.
Le gonadi sono ben organizzate ed efficienti: i molti testicoli (due o più) sparsi, gli ovari ed il gonoporo (apertura per la fecondazione) si trovano, salvo eccezioni, contemporaneamente in ogni individuo. Le uova prodotte dagli ovari sono in molti casi esolecitiche (turbellari neofori), cioè mancano di sostanze nutrienti per l'embrione.
Il vitello, sostanza nutritizia principale per lo sviluppo embrionale, viene prodotto dai vitellari, ghiandole specializzate in questo compito, disposte in gran numero e tipicamente alternate ai testicoli dando luogo ad una “pseudo-metameria”.
Gli spermatozoi nella maggior parte dei casi sono biflagellati e presentano una struttura particolare dei microtubuli dei flagelli.
I gonodotti maschili e femminili confluiscono in un atrio genitale comune, ma sono numerose le eccezioni con dotti che sboccano separatamente. Durante la riproduzione si assiste all'accoppiamento e al doppio scambio di spermi, permesso da un organo a borsa evolutosi per tale compito, e, all'interno del corpo dell'animale, si formano dei bozzoli che racchiudono uova a vari stadi di sviluppo ed una massa di cellule vitelline necessarie al loro sostentamento. Sono questi bozzoli, e non le uova singolarmente, ad essere deposte dai turbellari nell'ambiente, i quali si schiudono in breve tempo liberando in molti casi una quantità di larve trocoforosimili non molto diverse da quelle dei molluschi e degli anellidi, dette larve di Muller (es. nei policladi).
L'escrezione è molto semplice e limitata all'osmoregolazione nelle sole specie di acqua dolce. Una rete di tubuli ramificati (protonefridi) si estende per tutto il corpo. Nelle parti terminali di questa rete si trovano cellule a fiamma le cui ciglia interne ondeggiano convogliando il liquido in eccesso fuori dal corpo dell'animale.
Tipi di turbellari più evoluti presentano intestino sacciforme (rabdoceli), sacciforme con diverticoli (alloioceli), triramificato (tricladi) o pluriramificato (policladi), testicolo unico e definito.
I turbellari più noti vengono chiamati planarie, famose per la notevole capacità di rigenerazione che permette loro di scindersi agamicamente in più esemplari. Questa capacità è tipica ed esclusiva dei turbellari, ed è possibile grazie alle cellule del mesoderma, che essendo capaci di produrre tutti i tipi cellulari, sono totipotenti e non pluripotenti come sono normalmente le cellule mesodermiche. Una planaria tagliata in più parti, dà origine ad un esemplare completo a partire da ogni frammento, ad esclusione dell'estremità posteriore, che non dà luogo ad alcuna rigenerazione; probabilmente tali fenomeni rigenerativi sono determinati da un gradiente anteroposteriore della velocità metabolica.
Questa capacità ha permesso l'evoluzione di alcuni gruppi che si riproducono per metagenesi e di altri esclusivamente scissipari, cioè che si riproducono solo per scissione, avendo perso ogni capacità di riproduzione sessuale ed essendo privi di gonadi.
Tutti i turbellari sono ermafroditi e presentano tipicamente gonadi piuttosto semplici, assenti nelle forme più primitive; l'inseminazione pertanto può essere ipodermica o avvenire tramite normale copulazione per via vaginale. Si conoscono alcune specie autofecondantisi, fenomeno eccezionale sfavorito dalla selezione naturale poiché non porta a ricombinazione genetica. Lo sviluppo può essere diretto o indiretto, a seconda delle specie. Da questa classe primitiva probabilmente si sono irradiati direttamente tutti i platelminti e vari altri phyla.

## Sistematica
La classe dei turbellari è suddivisa in vari ordini:
- Classe Turbellaria (Turbellari)
  - Sottoclasse Arcoophora (Arcoofori)
    - Ordine Acoela (Aceli) controverso
    - Ordine Aplofaringidi
    - Ordine Catenulida (Catenulidi)
    - Ordine Lecithoepitheliata (Lecitoepiteliati)
    - Ordine Macrostomida (Macrostomidi)
    - Ordine Nemertodermatida
    - Ordine Neorhabdocoela (Neorabdoceli)
    - Ordine Polycladida (Policladi)
    - Ordine Prolecithophora (Prolecitofori)
    - Ordine Proplicostomati
    - Ordine Proseriata (Proseriati)
    - Ordine Tricladida (Tricladi)

  - Sottoclasse Neoophora (Neoofori)
    - Ordine Lecithoepitheliata (Lecitoepiteliati)
    - Ordine Prolecitophora (Prolecitofori)
    - Ordine Rhabdocoela (Rabdoceli)
    - Ordine Seriata (Seriati (Proseriati, Tricladi))